# Jeber-Bergfrieden
Jeber-Bergfrieden ist ein Ortsteil der Stadt Coswig (Anhalt) im Landkreis Wittenberg in Sachsen-Anhalt.

## Geografie
Die ehemalige Gemeinde Jeber-Bergfrieden am südwestlichen Rande des Flämings liegt auf einem Höhenrücken zwischen dem Tal der Rossel und der südlichen Nuthe. Die Umgebung ist sehr waldreich, das Gelände ist durch sanfte Hügel gekennzeichnet, die rund 120 m ü. NN erreichen.
Die nächstgelegenen Städte sind Dessau-Roßlau, Coswig (Anhalt) und Zerbst.

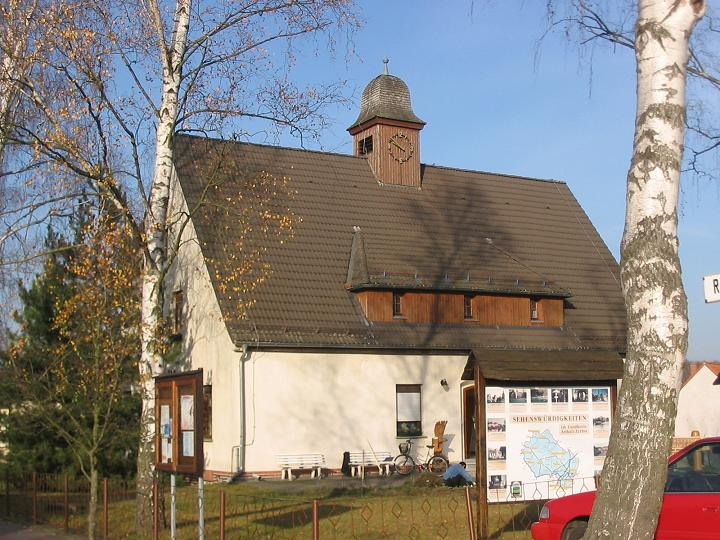
Informationszentrum Naturpark Fläming

In einem alten Schulgebäude des Ortes befindet sich der Sitz und das Informationszentrum des 2005 erklärten Naturparks Fläming.

## Geschichte
Der heutige Ort entstand durch die Zusammenlegung der Ortschaften Jeber und Bergfrieden. Letzterer führt seinen Ortsnamen nach einem nicht mehr vorhandenen Bergfried, der Teil der Landwehr um Zerbst herum war.
Am 20. Juli 1950 wurde die bis dahin eigenständige Gemeinde Weiden nach Jeber-Bergfrieden eingemeindet.
Am 1. Juli 2007 wurde die Gemeinde Jeber-Bergfrieden aufgrund einer Kreisgebietsreform vom ehemaligen Landkreis Anhalt-Zerbst in den Landkreis Wittenberg umgegliedert.
Am 1. Juli 2009 wurde Jeber-Bergfrieden nach Coswig (Anhalt) eingemeindet. Der letzte Bürgermeister war Kurt Schröter.

## Wappen
Blasonierung: „In Grün über goldenem Dreiberg zwei gekreuzte Schwerter mit goldenem Griff, rundem Knopf und Parierstange und silberner Klinge, begleitet von drei goldenen Ahornblättern (1:2).“
Die Symbole in dem vom Heraldiker Jörg Mantzsch gestalteten Wappen gründen sich auf die Namensbedeutung und auf die Geschichte, die die einst getrennten Orte Jeber und Bergfrieden verbinden. Jeber leitet seinen Namen von altslawisch javori = Ahornbusch bzw. Platane ab. Das ist umso deutlicher, da mehrere Nachbardörfer von Jeber aus dem Slawischen nach Pflanzen benannt sind. Bergfrieden wiederum lag an der früheren großen Landwehr bzw. Wartturm, d. h. war bewehrt und später eine alte Zollstätte. Aus diesen Gründen wurden die Ahornblätter und das Schwert – z. T. in Verbindung mit dem heraldischen Dreiberg der Bezug auf den Namen nimmt – als Wappensymbole gewählt. Diese Inhalte wurden entsprechend der heraldischen Stilistik grafisch umgesetzt.

## Flagge
Die Flagge von Jeber-Bergfrieden ist Gelb–Grün (1:1) gestreift (Längsform: Streifen senkrecht verlaufend, Querform: Streifen waagerecht verlaufend) und mittig mit dem Wappen belegt.

## Verkehrsanbindung

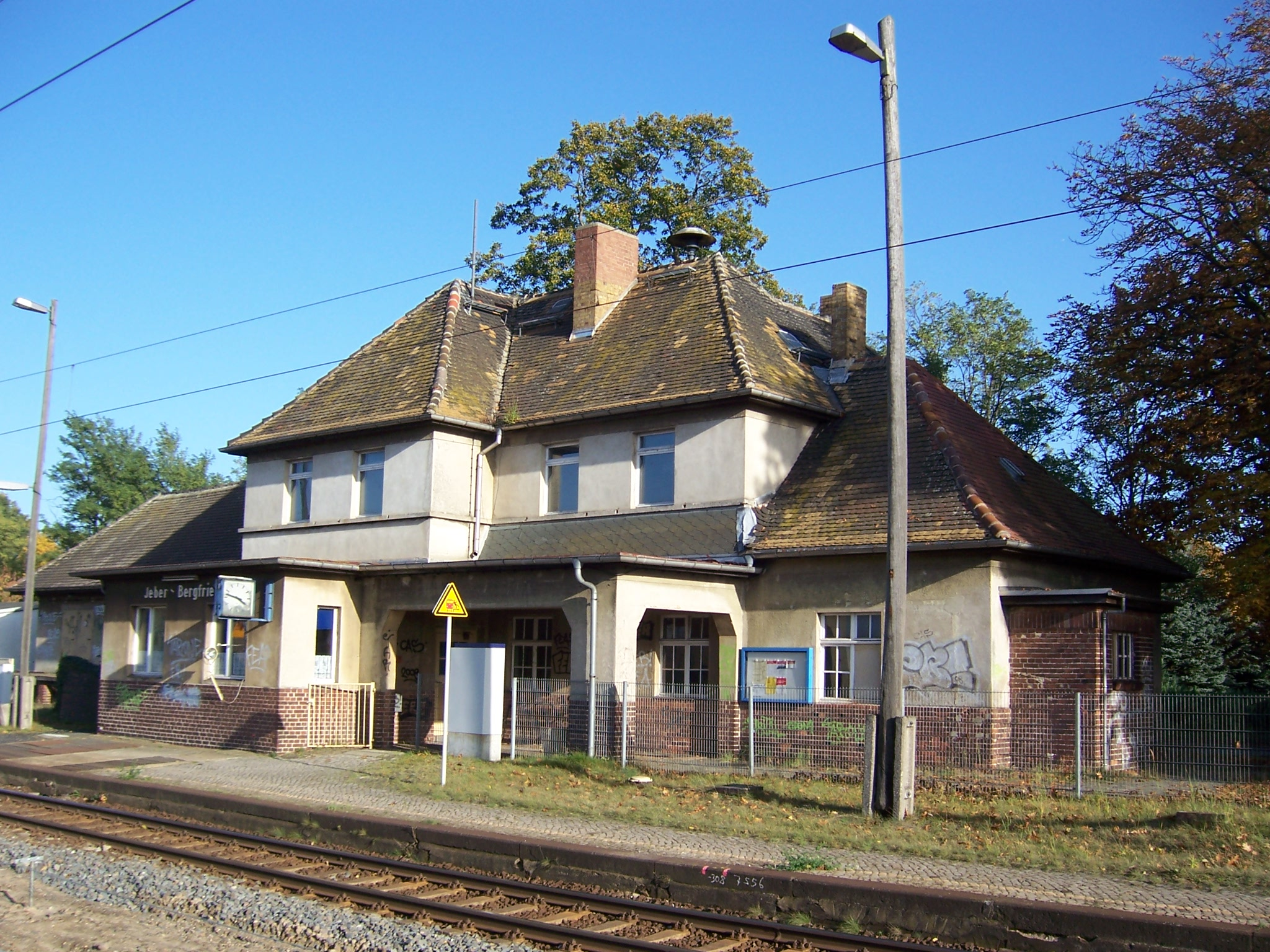
Bahnhof Jeber-Bergfrieden

Durch den Ort führt die Verbindungsstraße von Hundeluft an der Bundesstraße 187a ins brandenburgische Wiesenburg/Mark. Der Autobahnanschluss Köselitz (A 9 Berlin–München) ist rund 9 km von Jeber-Bergfrieden entfernt.
Die Bahnstrecke Wiesenburg–Roßlau führt durch den Ortsteil. Am Haltepunkt Jeber-Bergfrieden verkehren stündlich Regional-Express-Züge der Linie Berlin–Dessau.